# 温州轨道交通
温州轨道交通是中国浙江省温州市的城市轨道交通系统。
初期主要在规划及建设温州市域铁路系统，采用通勤铁路系统，其规划最迟起始于2001年。该系统并非一般意义上的地铁或轻轨，而是连接温州市区和郊区各乡镇的通勤铁路，采用铁路制式，其站间距较大。其中温州市域铁路S1线于2011年11月11日试验开工建设。温州市域铁路S2线于2015年12月30日开工建设。2019年1月23日S1线西段开通运营，温州成为浙江省内继杭州和宁波之后的第三个拥有城市轨道交通系统的城市。
除通勤铁路外，温州另有建设城市轨道交通（地铁）的计划，于2016年开始前期研究工作，2018年启动M线建设规划编制工作，2018年底上报省发改委。

## 规划发展
温州轨道交通规划从2007年时的“4条快轨线路和一条通勤铁路”到2010年的“以核心城区为中心的放射状市区普线网、以大都市区为范围的弓箭形都市快线网、以远景用地为基础的填充式弹性化轨道网”、2011年的“5条轨道交通线路，其中M1、M2、M3为市区普线，S1和S2为都市区快线”、2017年的“通勤S线+大运量系统M线”的双层次线网（其中通勤铁路S线为都市区城镇间快速联系线路，大运量系统M线为中心城内各组团间常规线路），再到2025年的“市域铁路+城轨快线+城轨普线”的“九线联动”网络，历经多年，有多个版本。
2012年9月24日，国家发改委正式同意温州市建设S1、S2、S3三条市域铁路一期工程，总长140.7公里，总投资约432.3亿元。M1、M2、M3工程前期工作原被暂缓执行，2018年2月温州市政府已批复城市轨道交通线网规划，此后市铁办按市委、市政府要求，正在按程序组织城市轨道交通建设规划编制单位招标工作，2019年初步确定城市轨道交通近期建设范围为M1线及M2线一期。
2025年1月，温州市自然资源和规划局发布《温州市城市轨道交通线网规划（2021-2035）》批前公示，远期线网由3条市域铁路、6条城市轨道交通线路组成，规划年限为2035年。远景线网在远期线网的基础上延伸形成，由3条市域铁路、9条城市轨道交通线路组成，无固定规划年限。

## 线路
目前温州市的轨道交通系统由2条运营中的S线（市域铁路）构成。此外，有数条线路在建设或规划阶段。

温州轨道交通线路图

### 运营中

#### S1线
S1线为东西走向的都市快线，构建未来温州大都市核心区两大中心——中心城和瓯江口新城的快速联系通道，承担都市区范围内东西向组团间快速交通联系，串联瓯海中心区、主城区、龙湾中心区与半岛地区，并服务温州南站、温州站、龙湾机场等交通枢纽。预留向洞头延伸条件。S1线路全长77.0km，平均站间距2.8km。
一期工程及双瓯大道站延伸工程总长53.5公里，位于温州市市区和市郊的一些乡镇，西起桐岭，东至灵昆，远期延伸至洞头岛，投资估算152.3亿元，试验段于2011年11月11日开工。主线于2013年3月21日正式开工，2018年10月1日起进行不载客试运行，2019年1月23日，S1線西段34.38公里開始試運營。同年9月28日，东段剩余19.12公里开始试运营。

#### S2线
S2线为东北－西南走向，北起乐清虹桥，经乐成、灵昆、龙湾至瑞安，是构建未来温州大都市核心区沿海产业发展带快速联系通道；承担都市区范围内沿海地带南北向组团间快速交通联系，是串联乐清辅城、瓯江口新城、瑞安飞云江沿海发展走廊的主要通道。2020年线网规划长度71.69km。
一期工程于2015年12月30日正式开工建设，北起乐清市城东街道下塘，经乐清市、温州市区，终点设于瑞安市东山街道，全长62.945公里，设车站20座。2023年8月26日开通运营。

### 建设中

#### S3线
S3线起于瓯海梧田站，沿瓯越大道，经高教新区、瑞安主城区，跨飞云江至瑞安市飞云站，线路全长33.2公里，其中正线里程30.02公里，共设车站11座。规划局2017年11月公示线网内容中2020年线网方案为温州站至瑞安市区，北起温州站，沿温瑞大道经南白象、仙岩、塘下至瑞安市区，长度29.71km。2018年10月社会稳定风险评估时对具体走向略有调整，一期工程起讫点仍为温州站和瑞安新城广场，但长度增加到33公里。2023年3月27日，S3线正式开工，预计于2027年下半年开通。

### 规划中

#### 1号线
2017年11月线网规划中M1线为南北走向线，北起永嘉火车站，经三江口、瓯北，跨瓯江至主城核心区，再向南经车站大道、温州站、梧田、附一医院区、高教园区至仙岩，2020年线网规划长度28.62km。2019年3月规划中M1线工程起于瓯海区丽岙车辆段，线路由南向北依次经过温州乐园、大学城、附一医院，在城市核心区经龙霞路、月乐垟路、车站大道、学院西路、 飞霞北路、环城东路走行，下穿瓯江后到达瓯北，沿龙桥路和瓯北大道布置，向东越楠溪江到达三江片区，之后线路再次向北下穿楠溪江到达黄田高铁新城。M1 线工程线路长 32.5km，均为地下线，共设车站 23 座，其中换乘站 5 座。2025年规划批前公示中此线路远期规划改为北起永嘉上塘，南至瑞安塘下鲍田一带。
此线在2017年11月规划方案之前名称为“M3线”。

#### 2号线
2017年11月线网规划中M2线为东西走向线，西起双屿鞋都，经双屿客运站，穿越滨江住宅密集区、滨江商务区，至龙湾瑶溪，2020年线网规划长度25.82km。2019年3月规划中M2线一期工程起于鹿城区仰义街道陈村站，线路自西向东经过鞋都大道、鹿城路、望江西路、百里路、江滨路、会展路、机场大道，线路穿过茅竹岭后，止于龙湾浙南科技城站，并与 S1 线科技城站换乘。M2 线一期工程线路长 27.9km，均为地下线，共设车站 23 座，其中换乘站3座。2025年规划批前公示中将此线路定位为“城轨快线”。

#### 3号线
2020年线网规划中M3线为西南-东北走向线，西起温州南站，穿越瓯海中心区和主城核心区、滨江商务区至七都，长度25.59km。2025年规划批前公示中将此线路东段进一步延伸，经过磐石、七里港、柳市、岩盆至乐成。
此线在2017年11月规划方案之前名称为“M1线”。

#### 4号线
2020年线网规划中M4线为东西走向线，远景规划设17个站点。西起瑞安火车站，经玉海广场、万松路、莘塍，直至瑞安新区五区，只作为远景规划。2025年规划批前公示中将此线路改为远期规划，并增加至万全和马屿的远景规划。

#### 5号线
2025年规划批前公示中首次提出5号线，呈东西走向，西起藤桥轻工业园区，经过双屿、市中心区域、瑶溪、龙湾中心区、空港及滨海开发区，东至金海湖片区，定位为“城轨快线”。

#### 6号线
2025年规划批前公示中首次提出6号线，是市中心环线，大致经过瓯北、双屿东部、瓯海中心区、梧田、惠民路、三江。本线还规划有放射状支线连接至瓯北和二村附近。

#### 7号线
2025年规划批前公示中首次提出7号线，作为远景规划，呈南北走向，北起乐清滨海，经过乐成、白石、柳市、灵昆岛，南至龙湾中心区。

#### 8号线
2025年规划批前公示中首次提出8号线，作为远景规划，呈东西走向，西起永嘉乌牛，沿瓯江北岸布线，东至乐清经开区。

#### 9号线
2025年规划批前公示中首次提出9号线，作为远景规划，呈西南-东北走向，西起瑞安南门附近，经过东山、莘塍、汀田、塘下、海城，东至，东至金海湖一带。

#### 101线
2025年规划批前公示中首次提出101线，作为远景规划，呈东西走向，连接龙港东部、鳌江、萧江、灵溪，预留支线至水头。

#### 102线
2025年规划批前公示中首次提出102线，作为远景规划，呈南北走向，连接平阳、龙港、金乡。

#### 温台连接线
温台连接线连接虹桥、南塘、清江、雁荡山、大荆镇、大溪镇、潘郎、江洋8个站，2019年上报国家发改委待批。

#### 瓯青线
2025年规划批前公示中首次提出瓯青线，作为远景规划，东起温州南站，经过泽雅、藤桥后分叉，分别至桥下和青田。

### 已取消

#### S4线
S4线为东西走向，西起双屿，经瓯北至乐清黄华一带与S2线换乘。此线在2017年规划方案中已被移除。此线在一些时期的规划中名称为“S3线”，而目前的“S3线”名称在当时则为“S4线”。

## 车辆
已开通的温州市域铁路S1线采用4节D型市域动车组，采用南京浦镇车辆厂和青岛四方机车有限公司的列车，和川崎重工业合作。

## 廣播語言
車站廣播及車內廣播按播放顺序依次使用漢語普通話、英語及溫州話。溫州軌道交通是吳語區內继上海地鐵16號線、上海地鐵17號線，又一拥有吳語本地語言廣播的軌道交通系統。

## 票务

### 基础票价
温州轨道交通实行里程分段计价原则，起步价2元，可乘坐4公里（含），4至28公里（含）每1元可乘4公里，28至64公里（含）每1元可乘6公里，64公里以上每1元可乘8公里。
| 跨度         | 加价里程 | 单程票价 |
| ------------ | -------- | -------- |
| 0~4          | 4        | 2        |
| 4~8          | 4        | 3        |
| 8~12         | 4        | 4        |
| 12~16        | 4        | 5        |
| 16~20        | 4        | 6        |
| 20~24        | 4        | 7        |
| 24~28        | 4        | 8        |
| 28~34        | 6        | 9        |
| 34~40        | 6        | 10       |
| 40~46        | 6        | 11       |
| 46~52        | 6        | 12       |
| 52~58        | 6        | 13       |
| 58~64        | 6        | 14       |
| 64~72        | 8        | 15       |
| 72+          | 8        | 16+      |
| 票价上不封顶 |          |          |

截至2023年8月26日S2线开通运营后，全网最高票价为15元，可以从桐岭站到达清东路站或东山站。

### 车票种类
温州轨道交通可使用单程票、市民卡、计次月票、交通联合卡刷卡乘车，亦可使用银联闪付渠道（带“闪付”标识的银联IC卡、Apple Pay的NFC银联卡等）乘车，也可以使用温州轨道APP、支付宝APP等二维码进站乘车。
自2022年4月15日起，温州、上海两地轨道交通二维码实现互联互通，使用“温州轨道”APP可以乘坐上海地铁，亦可使用上海地铁的Metro大都会APP乘坐温州轨道交通。
自2023年12月8日起，温州轨道交通支持交通联合卡，优惠同市民卡。

### 优惠政策
- 离休干部、现役军人、残疾军人、因公致残人民警察、烈士遗属、因公牺牲军人遗属、病故军人遗属、荣获国家无偿献血奉献奖的献血者、重度残疾人、温州市户籍持证残疾人凭本人有效证件免费乘车。
- 70周岁及以上老年人，凭本人有效证件免费乘车；60-70周岁（不含70周岁）老年人，凭本人有效证件享受票价的8折优惠。2022年5月1日起，市区65周岁及以上人员可免费乘车[32]。自2023年3月1日起，温州籍退役军人持本人已开通第三代社会保障卡（市民卡），可免费乘坐温州轨道交通[33]。
- 一名成年乘客可免费携带一名身高不足1.2米（含1.2米）的儿童乘车；超过一名的，按超过人数购买全票。
- 乘客持市民卡、交通联合卡乘车享受票价的9折优惠[31]。
- 市域铁路运营企业在上述优惠政策基础上，可根据市场需求、经营状况等因素，推出灵活多样的票价优惠措施与营销票种，报价格主管部门备案后实施。[34]

2022年，温州为通勤的市民推出计次月票，240元/张，可乘坐50次。
2022年9月1日-12月31日使用支付宝APP，每周可获得1次乘车优惠领取资格；9月23日-10月8日支付宝APP用户可领取一次10元公交地铁券（1元10次）一张。12月1日至12月31日期间使用“温州轨道”APP二维码过闸乘车，每乘坐4次温州轨道交通S1线可享免费乘坐1次。
2023年8月26日至9月4日，市民可免费乘坐S1线和S2线，所有车站自动售票机关闭，自动检票机闸门全开，乘客无需购票、刷卡或扫码，通过安检后可直接乘车。